# Aconitum alboflavidum
Aconitum alboflavidum  är en ranunkelväxt som beskrevs av Wen Tsai Wang. Aconitum alboflavidum ingår i släktet stormhattar, och familjen ranunkelväxter.
Inga underarter finns listade i Catalogue of Life.